# Alexandre (film)
Pour les articles homonymes, voir Alexandre.
Ne doit pas être confondu avec Alexandre le Grand (film, 1956).
Pour plus de détails, voir Fiche technique et Distribution.
Alexandre (titre original : Alexander) est un film historique et épique multinational réalisé par Oliver Stone et sorti en 2004. Pour raconter la vie d'Alexandre le Grand, Oliver Stone a choisi un point de vue psychologique avec de nombreuses antithèses que l'on voit tout au long du film.
Le film narre sa vie du point de vue d'un de ses principaux généraux, Ptolémée, de son enfance à sa mort, des cours d'Aristote aux conquêtes qui firent sa légende, de l'intimité aux champs de bataille. Né en 356 av. J.-C., Alexandre le Grand est le fils du roi Philippe II, il soumit la Grèce antique révoltée, fonda les Alexandries, défit les Perses, s'empara de Babylone et atteignit l'Indus pour établir à 32 ans le plus vaste empire jamais unifié avant lui qui donnera naissance à la civilisation hellénistique. Deux époques coexistent dans le film : celle du narrateur, Ptolémée, devenu roi d'Égypte, dictant ses Mémoires, 40 ans après l'expédition, et celle de la vie d'Alexandre, évoquée de façon non linéaire par une alternance entre la progression chronologique générale et plusieurs retours en arrière.

## Synopsis

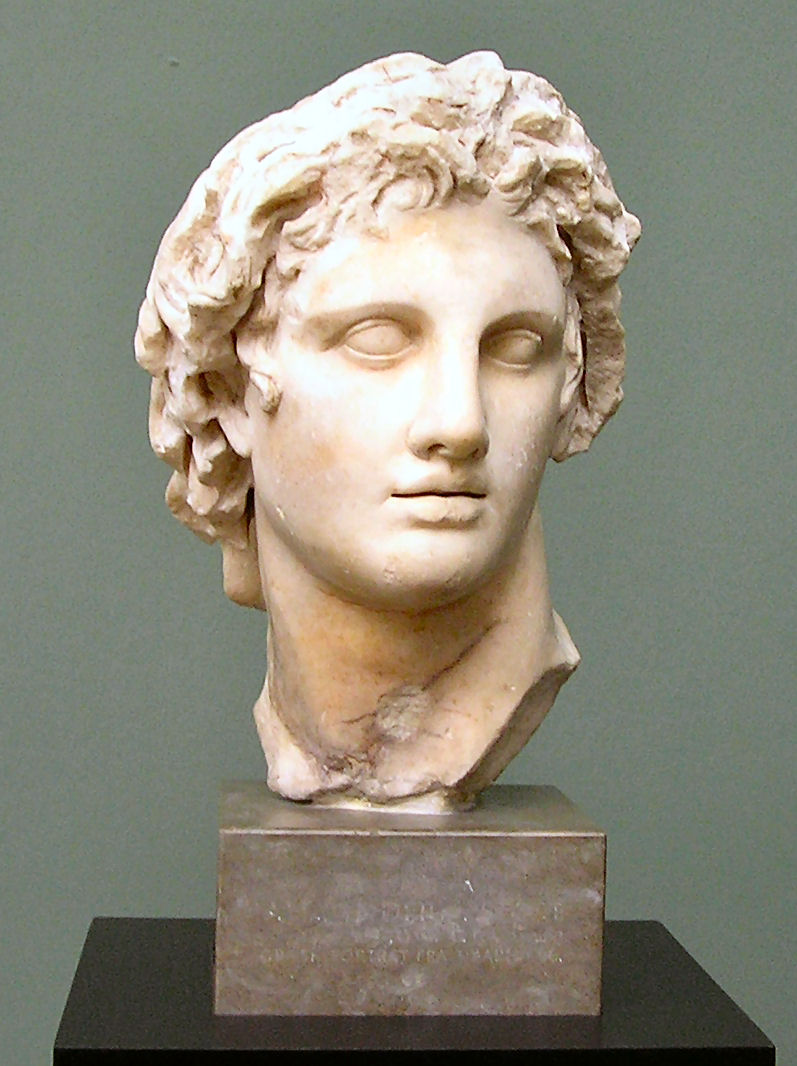
Statue d'Alexandre le Grand.

### Prologue
En 323 av. J.-C., Alexandre meurt à Babylone, pris de fortes fièvres. 40 ans plus tard, le général Ptolémée, devenu roi d'Égypte, raconte la vie d'Alexandre. Au début de son récit, Ptolémée raconte que les Grecs étaient depuis cent ans à la merci de l'empire perse, mais Philippe II constitua en Macédoine un royaume florissant et une armée puissante. À la mort de Philippe, Alexandre a pris le relais.
Le film présente une narration non linéaire, entrelaçant différentes périodes de la vie d'Alexandre : ses jeunes années à Pella et ses conquêtes. L'histoire est ici résumée en suivant l'ordre chronologique des événements racontés par Ptolémée.

### La jeunesse d'Alexandre
À Pella, Olympias, l'épouse de Philippe II, choie et protège son jeune fils Alexandre, mais ses relations avec son mari sont mauvaises. Aristote éduque Alexandre et les enfants sur Achille, Dionysos et les contrées lointaines des Perses. Durant son enfance, Alexandre dompte à la surprise générale Bucéphale, un cheval fougueux. Philippe II prédit à son fils que les dieux sont cruels et reprennent la gloire accordée et que, comme pour Achille dont Alexandre se réclame, la gloire éternelle implique une vie brève.
Une fois adulte, Olympias le pousse au mariage et à donner un héritier, car Philippe II projette de se marier avec Eurydice et veut un descendant plus légitime, ce qui exclut Alexandre de la lignée de succession. Il est en effet toujours épris de son ami Héphaïstion. Durant un banquet pour célébrer les fiançailles entre Philippe II et Eurydice, Alexandre se dispute avec son oncle Attale et son père, qui le bannit et le renie.
Quelque temps plus tard, Alexandre est rappelé de l'exil par son père à Pella pour une cérémonie. Malgré la réconciliation, Phillipe excluait son fils de sa succession. Mais quelques instant plus tard en entrant dans l'amphithéâtre, Philippe II est assassiné par Pausanias (qu'il avait violé auparavant) devant Alexandre. Les soupçons se portent sur Olympias, Ptolémée juge son implication probable. Alexandre, couronné roi, décide de ne plus parler à sa mère.

### Les conquêtes d'Alexandre
Ptolémée raconte que Philippe II fut tué, Alexandre lui succéda et mata violemment les cités grecques qui s'étaient rebellées contre lui, peut-être corrompues par la Perse. Il conquit l'Asie Mineure avec 40 000 hommes, ainsi que les cités d'Égypte, et il fut proclamé Pharaon et fils de Zeus.
Son armée, pourtant inférieure en nombre, vainquit à la bataille de Gaugamèles et Alexandre manqua de tuer Darius III qui s'enfuit. Il détruisit l'empire perse. Il entra dans la capitale Babylone, ce fut un triomphe. Par correspondance, Olympias le met en garde face à ses compagnons ambitieux, lui demande d'arrêter le périple vers l'est et réclame de le rejoidre. Il pourchasse Darius vers la Bactriane et voit qu'il fut tué par ses dignitaires. Il se maria avec Roxane, une barbare, ce qui fut très critiqué par ses compagnons. Il souhaite d'ailleurs l'assimilation des peuples asiatiques, ce qui ne suscite pas d'enthousiasme, de même que sa volonté de poursuivre vers les contrées inconnues, qui provoque la lassitude de l'armée. Il déjoue une conspiration d'assassinat de Hermolaos et Philotas. Il les exécute, ainsi que Parménion qui est resté en Macédoine.
Il continue toujours l'exploration, franchissant l'Hindu Kush puis s'engageant en Inde. Les conditions météorologiques sont calamiteuses et les victoires n'apportent que peu de gains. Durant un banquet avec des indiens, Cléitos fait une violente diatribe contre Alexandre et son traitement des barbares qui serait plus favorable que celui des Grecs. Alexandre le tue. Il est pris de chagrin et se remémore l'assassinat de son père. Quelques jours plus tard sur les bords de l'Indus, Alexandre veut continuer vers l'est mais les soldats et Cratéros protestent, lassés par huit années de campagnes, ils souhaitent rentrer. Alexandre réprime la mutinerie et tue les meneurs qui le traitent de parricide. La marche reprend, mais Alexandre y perd grandement en popularité.
Puis vient la bataille de l'Hydaspe, meurtrière avec ses éléphants de combat. Alexandre manque d'y laisser sa vie. Il proclame le retour, l'armée l'acclame. Le retour est éprouvant dans le désert de Gédrosie que Ptolémée désigne comme la plus lourde erreur de sa vie, beaucoup de soldats meurent.
Il retourne à Babylone où, peu après, Héphaïstion tombe malade et meurt. Alexandre, durant une fête, s'effondre, agonise sans désigner clairement un successeur et meurt, trop pris de chagrin face à la mort d'Héphaïstion. Ptolémée évoque les guerres des Diadoques au sujet du partage de son empire et du vol de sa dépouille ainsi que l'assassinat d'Olympias, de Roxane et son fils par Cassandre, ce qui met fin à la lignée d'Alexandre et à ses successeurs légitimes.

### Épilogue
Ptolémée termine son récit en faisant un aparté critique sur son ancien souverain, mais se ravise pour conclure officiellement qu'Alexandre est un héros qui a sa place dans l'histoire. Malheureusement, les écrits de l'histoire d'Alexandre par Ptolémée disparaitront quelques siècles plus tard lors de l'incendie de la bibliothèque d'Alexandrie fondée par Ptolémée à la demande d'Alexandre.

## Fiche technique
- Titre original : Alexander
- Titre francophone : Alexandre
- Réalisation : Oliver Stone
- Scénario : Christopher Kyle, Oliver Stone et Laeta Kalogridis
- Musique : Vangelis (éditée en album : Alexandre)
- Photographie : Rodrigo Prieto
- Décors : Jan Roelf
- Effets spéciaux numérique : BUF (Paris) - MPC (Londres) - Mikros image (Paris) - Duran Duboi (Paris)
- Costumes : Jenny Beavan
- Production : Thomas Schühly, Moritz Borman, Iain Smith, John Kilik, Gianni Nunnari, Fernando Sulichin, Paul Rassam
- Sociétés de production : Warner Bros., Intermedia Films, Pacifica Film, Egmond Film & Television, France 3 Cinéma, IMF Internationale Medien und Film GmbH & Co. 3. Produktions KG et Pathé Renn Productions
- Sociétés de distribution : Pathé Distribution (France) ; Warner Bros. (États-Unis)
- Budget : 155 millions de dollars
- Pays de production :  Allemagne,  États-Unis,  France,  Italie,  Pays-Bas et  Royaume-Uni
- Langue originale : anglais
- Format : couleur — 35 mm — 2,39: 1 — son DTS / Dolby Digital / SDDS
- Genre : biographie épique, historique, péplum, aventures, drame
- Durée : 175 minutes, 167 minutes (version director's cut), 214 minutes (version Alexander Revisited: The Final Cut), 206 minutes (The Ultimate Cut)[1]
- Dates de sortie[2] :
  - États-Unis : 16 novembre 2004 (première) ; 24 novembre 2004 (sortie nationale)
  - France : 5 janvier 2005

## Distribution
- Colin Farrell (VF : Cédric Chevalme ; VQ : Martin Watier) : Alexandre
  - Jessie Kamm (VF : Jules Sitruk ; VQ : Léo Caron) : Alexandre, enfant
  - Connor Paolo (VQ : Xavier Dolan) : Alexandre, adolescent
- Angelina Jolie (VF : Sylvia Bergé) : Olympias, sa mère
- Val Kilmer (VF : Philippe Vincent ; VQ : Daniel Picard) : Philippe II, son père
- Jared Leto (VF : Emmanuel Guttierez ; VQ : Paul Sarrasin) : Héphaestion, son amant, compagnon de vie et principal général
  - Patrick Carroll : Héphaestion adolescent
- Rosario Dawson (VF : Mylène Wagram ; VQ : Marie-Lyse Laberge-Forest) : Roxane, une de ses épouses
- Anthony Hopkins (VF : Michel Piccoli ; VQ : Vincent Davy) : Ptolémée âgé, un des principaux généraux d'Alexandre
  - Elliot Cowan (VF : Bertrand Nadler ; VQ : Patrice Dubois) : Ptolémée, adulte
  - Robert Earley : Ptolémée, jeune
- Gary Stretch (VF : Marc Fayet ; VQ : Gilbert Lachance) : Cleitos
- Rory McCann (VF : Benoît Bellal ; VQ : Denis Roy) : Crateros
- John Kavanagh (VF : Georges Claisse ; VQ : Luis de Cespedes) : Parménion
- Francisco Bosch (VQ : Hugolin Chevrette-Landesque) : Bagoas, son eunuque
- Jonathan Rhys-Meyers (VF : Axel Kiener ; VQ : Tristan Harvey) : Cassandre, son compagnon de bataille
  - Morgan Christopher Ferris : Cassandre, jeune
- Ian Beattie : Antigone le Borgne
- Toby Kebbell : Pausanias d'Orestide
- Christopher Plummer (VQ : Yves Massicotte) : Aristote, son précepteur
- Tim Pigott-Smith : Calchas
- Nick Dunning (VF : Jean Lescot) : Attale
- Marie Meyer (en) (VF : elle-même) : Eurydice
- David Leon (VF : Fabrice Némo) : Hermolaous
- Tsouli Mohammed (VF : Bernard Gabay) : Chamberlain Persan
- Féodor Atkine (VF : lui-même) : Père de Roxane
- Annelise Hesme (VF : elle-même) : Stateira
- Joseph Morgan (VF : Emmanuel Lemire) : Philotas
- Peter Williamson : Néarque jeune
- Aleczander Gordon : Perdiccas jeune
- David Bedella : le scribe
- Brian Blessed : l'entraîneur de lutte
- Fiona O'Shaughnessy : l'infirmière
- Stéphane Ferrara : un commandant de Bactriane
- Mick Lally : vendeur de chevaux
- Raz Degan : Darius III
- Bin Bunluerit : Poros

 Source et légende : version française (VF) sur RS Doublage et AlloDoublage

## Production

### Genèse et développement
En octobre 2001, il est rapporté qu'Initial Entertainment Group développe un film sur Alexandre le Grand, réalisé par Martin Scorsese, écrit par Peter Buchman et Christopher McQuarrie. Leonardo DiCaprio est alors annoncé dans le rôle principal. Oliver songeait depuis une quinzaine d'années à faire un film sur ce sujet :

« Les dernières années de la vie d'Alexandre, au cours desquelles se produisirent certains des événements les plus intéressant et les plus importants, sont restés ignorées dans le film de Robert Rossen. Bien sûr, il n'y a pas de certitudes quant à ces huit années de conquêtes. Pour reconstituer ce que fut la vie d'Alexandre, on ne peut, au mieux, que présumer. (…) On a de bonnes connaissances historiques — pas énormément, mais suffisamment — pour justifier ce que nous avons écrit dans le scénario. C'est une histoire merveilleuse et le plus difficile reste de trouver la meilleure manière de la raconter. »

— Oliver Stone
Pour parfaire son scénario, Oliver Stone s'inspire d'une biographie écrite par Robin Lane Fox, professeur de l'université d'Oxford. Il officie comme conseiller historique sur le film et apparait brièvement dans la peau d'un officier de cavalerie macédonienne lors d'une immense scène de bataille. Oliver Stone s'entoure également d'un autre conseiller, Dale Dye, qui avait déjà travaillé sur certains de ses précédents films.
Durant le développement de ce film, Baz Luhrmann prépare lui aussi un film sur Alexandre, avec Leonardo DiCaprio, son Roméo, Nicole Kidman en Olympias. Mais contrairement à celui d'Oliver Stone, le projet du cinéaste australien prend du retard et ne se concrétise finalement pas.

### Attribution des rôles
Heath Ledger est un temps envisagé pour le rôle principal, alors que Brad Pitt s'est vu proposer le rôle de Héphaestion. Quant au rôle du roi Philippe II, Oliver Stone voulait Liam Neeson, qui refuse. Après avoir envisagé Sean Connery, il engage finalement Val Kilmer, qu'il avait dirigé dans The Doors,.

### Tournage
Le tournage a lieu de septembre 2003 à février 2004. Il se déroule en Angleterre (Londres, studios de Shepperton, Pinewood Studios), en Allemagne (studios Intermedia Films AG à Munich), au Maroc (ksar d'Aït-ben-Haddou, Essaouira, Marrakech, Ouarzazate), en Thaïlande (Saraburi). Par ailleurs, Oliver Stone et son directeur de la photographie Rodrigo Prieto ont tourné quelques plans à Malte et dans l'Himalaya pour des incrustations et effets spéciaux.

## Bande originale
La musique devait au départ être composée par Goran Bregović. Oliver Stone aurait dit à Bregovic : « Je veux faire un film comme La Reine Margot mais en commercial. » Le compositeur yougoslave envoie deux démos mais est finalement remplacé par Vangelis.

## Accueil

### Accueil critique
Sur l'agrégateur américain Rotten Tomatoes, le film récolte 16 % d'opinions favorables pour 204 critiques. Sur Metacritic, il obtient une note moyenne de 39⁄100 pour 42 critiques.
En France, le site Allociné propose une note moyenne de 3⁄5 à partir de l'interprétation de critiques provenant de 24 titres de presse.

### Box-office
Sans être un échec, le film ne rencontre pas un immense succès en salles et peine à rembourser son budget de production estimé à 155 millions de dollars (ou davantage selon certaines sources). Il aura plus de succès sur le marché de la vidéo, avec ses différents montages édités en DVD (voir les différentes versions).
| Pays ou région    | Box-office        | Date d'arrêt du box-office | Nombre de semaines |
| ----------------- | ----------------- | -------------------------- | ------------------ |
| États-Unis Canada | 34 297 191 $      | 1er février 2005           | 11                 |
| France            | 1 258 802 entrées |                            | -                  |
| Total mondial     | 167 298 192 $     | -                          | -                  |

## Distinctions

### Récompense
- Camerimage 2004 : grenouille d'argent pour Rodrigo Prieto[16]

### Nominations
- Camerimage 2004 : grenouille d'or pour Rodrigo Prieto
- Prix GLAAD Media 2005 : meilleur film
- World Soundtrack Awards 2005 : prix du public pour Vangelis
- Razzie Awards 2005[17] : pire acteur pour Colin Farrell, pire actrice pour Angelina Jolie (également pour Destins violés), pire réalisateur pour Oliver Stone, pire film, pire scénario pour Oliver Stone, et Christopher Kyle et Laeta Kalogridis, pire second rôle masculin pour Val Kilmer

## Analyse
Oliver Stone aime l'Histoire, sa filmographie est éloquente à ce sujet, avec des films comme JFK et Nixon ou Né un 4 juillet, Platoon, Entre ciel et terre sur la guerre du Viêt Nam. Il évoque : Les Doors avec Val Kilmer ou le road movie meurtrier du couple : Tueurs nés. Avec Alexandre, il réalise son rêve d'enfant[réf. souhaitée], une fresque historique consacrée à Alexandre le Grand. Déjà porté à l'écran en 1956, Alexandre le Grand suscite l'intérêt de tous. Dans le film de 1956, Richard Burton avait Danielle Darrieux pour mère et Fredric March pour père dans une version signée Robert Rossen — Danielle Darrieux n'avait que huit ans de plus que Richard Burton… Dans le film d'Oliver Stone, Colin Farrell incarne Alexandre, et sa mère Olympias est jouée par Angelina Jolie, laquelle n'a qu'un an de plus que l'acteur, quant à Val Kilmer (Jim Morrison dans The Doors) il incarne son père Philippe II.
Oliver Stone a voulu respecter la réalité historique et a fait un effort dans la reconstitution des batailles et de la vie d'Alexandre, la magnifiant parfois et respectant sa bisexualité, ce dont se sont offusqués certains avocats grecs. Il fait, de ce point de vue, directement référence à l'œuvre de Klaus Mann : Alexandre, Roman de l'Utopie (Stock, 1931) qui, le premier, avait mis en exergue ce trait particulier de sa biographie. D'une manière générale, le film de Stone doit beaucoup à l’œuvre de Klaus Mann[réf. nécessaire]. La volonté d'Alexandre d'unir les civilisations grecque et perse en faisant preuve de tolérance à l'égard des coutumes de cette dernière (allant parfois à l'encontre de certains de ses proches) est simplement réduite dans le film à une anachronique lutte contre les discriminations. Le spécialiste Florent Pallares souligne :

« À la vue d’Alexandre, de nombreux critiques ont accusé Oliver Stone de soutenir George W. Bush. Ils ont mis en parallèle certains éléments scénaristiques de l’œuvre avec des événements contemporains […] Les cités grecques seraient présentées comme étant corrompues par l'or perse, légitimant les décisions guerrières de Philippe. De son côté, Alexandre semble justifier auprès de ses troupes la conquête de l'Orient, d’une part, en accusant les Perses d'être à l'origine de la mort de son père et d’autre part en apportant la liberté aux peuples soumis de l'Orient. Par ailleurs, l'Empire perse comportait plusieurs grandes cités dont la capitale était Persépolis qui n’est pas représentée dans le film. Seule l’entrée des Macédoniens dans Babylone évoque la conquête de l’Empire perse. Dès lors, un reflet du contexte politique des années 2000, a pu sembler évident. Des conquérants, les Américains, dirigés par un chef, George W. Bush qui veut venger le mal fait à son père, viennent de l'Ouest apporter « la liberté » à des peuples de l'Est tyrannisés qui ne leur ont rien demandé, notamment à Babylone en Irak plutôt qu'à Persépolis en Iran. […] Ces affirmations semblent en totale contradiction avec la personnalité d’Oliver Stone, [qui présente son film ainsi] : ‘Alexandre savait gagner les guerres et les étudiait. Il n'aurait jamais détourné les ressources du front pour mener une guerre d'arrière plan, comme Bush en Irak. Si votre objectif premier est Ben Laden, vous ne faites pas la guerre en Irak […] Là où Alexandre passait, quoi qu'en disent ses détracteurs, il apportait la paix, il ne semait pas la discorde. Il allait toujours plus loin, ne se contentait pas d'exploiter. Washington s'empare du pétrole au Moyen-Orient pour les États-Unis… Les Romains exploitaient l'Orient pour le profit de Rome. Pas Alexandre.’ »

### Erreurs historiques
Le film comporte quelques erreurs ou raccourcis historiques :
- Le phare d'Alexandrie a été achevé sous le règne de Ptolémée II et non sous celui de Ptolémée Ier ;
- Aucune source ancienne ne stipule que Ptolémée Ier a bien reçu le titre de pharaon ;
- La nièce d'Attale qui épouse Philippe s'appelle Cléopâtre et non Eurydice ;
- Cassandre ne rejoint Alexandre que peu de temps avant sa mort à la demande de son père Antipater ;
- Antigone le Borgne n'est pas officier dans la phalange mais commandant des alliés de la ligue de Corinthe puis satrape de Phrygie ;
- Alexandre rencontre Stateira, la fille de Darius III, après sa capture à l'issue de la bataille d'Issos et non dans le palais de Babylone ;
- C'est la mère de Darius III, Sisygambis, et non Stateira, qui confond Héphaistion avec le roi, scène qui se déroule, elle aussi, après la bataille d'Issos ;
- Cleitos sauve la vie d'Alexandre à la bataille du Granique (certes non représentée dans le film) et non à Gaugamèles ;
- Cleitos a été tué par Alexandre en Sogdiane en 328 av. J.-C. et non en Inde ;
- Parménion ne commande pas la phalange à Gaugamèles mais la cavalerie thessalienne et thrace sur le flanc gauche ;
- La mort de Parménion et de Philotas n'est pas liée au fait qu'ils reprochent à Alexandre d'épouser Roxane, la « barbare ». Ce mariage a lieu en 327 alors que les deux généraux ont été tués dès 330 dans le contexte de la conjuration des pages. Le dernier montage de 2012 sépare bien ces deux évènements ;
- Parménion n'a pas été tué par Cleitos mais par Cléandre ;
- La sédition d'une partie de l'armée a lieu en 324 en Babylonie à Opis, et non avant la campagne d'Inde ;
- Alexandre n'est pas grièvement blessé à la bataille de l'Hydaspe mais durant la conquête de la vallée de l'Indus en prenant une citadelle des Malliens ;
- Héphaistion n'est pas mort à Babylone mais à Ecbatane en Médie.

## Différentes versions

### 1reversion: version cinéma (2004)
Il s'agit de la version du film qui est sortie dans les salles en 2004, avec une durée de 175 minutes. Elle est sortie en DVD et en Blu-ray dans différents pays.

### 2eversion:version du réalisateur(2005)
À la suite de l'échec du film, Oliver Stone décide de remonter le film. Il réalise ainsi une version director's cut, réduisant la durée du film de 175 à 167 minutes. Il coupe ainsi 17 minutes au montage initial mais en réintègre neuf. Cette version ressort dans certaines salles américaines en 2005.
Principaux changements
- Les dates mentionnées le sont désormais de façon « chronologique », et non plus sous forme d'ellipses avec « sauts dans le temps » ;
- Le récit de Ptolémée au début du film a été raccourci ;
- Les deux flashbacks montrant l'arrivée d'Eurydice à la cour et le banquet de mariage sont déplacés et incorporés à la partie consacrée à la campagne de l'Est, avec le procès de Philotas et l'assassinat de Parménion ;
- La scène dans laquelle Aristote donne une leçon au jeune Alexandre a été rallongée ;
- Le récit de Ptolémée de la bataille de Gaugamèles est modifié pour ne faire plus aucune référence à la destruction de Thèbes et au sac de Persépolis ;
- La scène de nuit avant la bataille de Gaugamèles et le sacrifice rituel avant la bataille ont été supprimés ;
- Après la scène dans laquelle Alexandre se plaint des morts de la bataille de Gaugamèles, un flashback est ajouté, qui montre son père Philippe lui expliquer ce que sont les Titans ;
- La scène où Perdiccas interrompt un combat entre Hephaistion et Cleitus a été supprimée ;
- La scène dans laquelle Roxane tente de tuer Alexandre a été supprimée ;
- La scène dans laquelle Alexandre pleure la mort de Cleitus a été supprimée ;
- La scène du procès de Philotas a été raccourcie : les explications de Ptolémée y sont retirées ;
- Une scène supplémentaire dans laquelle Alexandre lit une lettre d'Aristote s’intercale entre la scène où il écrase la rébellion dans ses rangs et la bataille finale ;
- La scène dans laquelle Olympias apprend la mort d'Alexandre a été réduite.

### 3eversion:Alexander Revisited: The Final Unrated Cut(2007)
Après le succès du film en vidéo, Oliver Stone sort Alexander Revisited: The Final Unrated Cut, dite « final cut ». Cette version rallongée, portant la durée du film à 214 minutes, intègre la plupart des scènes filmées. Pour le réalisateur, cette version se veut une « forme d'hommage aux films de Cecil B. DeMille », et est structurée en trois axes (« la naissance d'un homme », « Introspection » et « Révolution »). Elle ressort dans quelques salles en 2007,.

### 4eversion: version ultime (2012)
En novembre 2012, Oliver Stone révèle qu'il travaille sur une quatrième version de son film, après une demande de Warner, et que cette fois, il supprimait des passages, ayant le sentiment qu'il en a trop ajouté dans la version Revisited de 2007. Cette version, « Ultimate Cut », qui dure 206 minutes, est projetée pour la première fois le 3 juillet 2013 au Festival international du film de Karlovy Vary et Stone déclare à cette occasion qu'il n'y aurait plus aucune version qui sortirait après celle-ci. En février 2014, Oliver Stone annonce sur Twitter que la version ultime d'Alexandre sortirait aux États-Unis le 3 juin 2014. Cette version est éditée en France fin 2015 par Pathé, dans un coffret qui réunit la version cinéma de 2004, la version Revisited de 2007 et la version Ultimate de 2012. Toutefois, cette version n'existe pas en VO.